# Malia Vgethi
Malia Vgethi (Μάλια Βγέθι, albanischer Name) ist ein 626 Meter hoher Vulkandom auf der Halbinsel Methana in Griechenland. Den albanischen Namen erhielt der Berg von der arvanitischen Bevölkerung. An seinem nördlichen Fuß liegt das Dorf Kameni Chora und der viel kleinere Vulkan Kameno Vouno, der in historischer Zeit im 3. Jahrhundert v. Chr. zuletzt ausgebrochen war. Auf einem Bergsattel östlich des Malia Vgethi liegen die Ruinen des verlassenen Dorfes Sterna Gambrou und die Kapelle Agios Sotiros. Der Malia Vgethi Vulkan war vor ca. 150.000 Jahren aktiv und besteht fast vollständig aus Dazit. Er ist einer der beeindruckendsten Vulkane des Saronischen Golfs und einer von über 30 auf Methana.
Da kein Weg auf den Malia Vgethi führt ist eine Besteigung schwierig. Am besten beginnt man einen Aufstieg vom östlichen Bergsattel bei der Kapelle Agios Sotiros.